# Луїзіада (архіпелаг)
Луїзіа́да (англ. Louisiade Archipelago) — архіпелаг в Тихому океані. Є територією держави Папуа Нова Гвінея. Адміністративно входить до складу провінції Мілн-Бей. Складається із близько 100 островів, в тому числі з 10 невеликих вулканічних і безлічі дрібних коралових рифів. Загальна площа близько 2200 км². Населення становить близько 3 тисяч мешканців, переважно це — папуаси. Головні острови — Тагула, Россел, Місіма та інші гористі (висота до 806 м над рівнем моря), покриті вічнозеленими лісами.
На островах є невеликі родовища золота. Острів'яни займаються головно вирощуванням кокосової пальми та рибальством.
Острови були відкриті у 1606 році іспанським мореплавцем Л. Торресом.

## Географія
Острови Луїзіади являють собою групу з десяти великих вулканічних островів, оточених кораловими рифами, і ще близько 90 дрібніших коралових островів, розташованих приблизно за 200 км на південний схід від острова Нова Гвінея. Архіпелаг простягається на 105 км з півночі на південь і на 420 км зі сходу на захід, займаючи близько 26 000 км² морського простору між Соломоновим морем на північ і Кораловим морем на південь. Загальна площа суші островів Луїзіади становить близько 1790 км². З них найбільшим є острів Ванатінаі. Найближчими до Нової Гвінеї островами є Сіде та Басілакі.
Клімат на островах вологий, тропічний, тому острови архіпелагу покриті густою рослинністю, у тому числі, дощовими лісами. Місцева флора і фауна характеризується великою різноманітністю. Зустрічається кілька ендемічних видів.

## Історія відкриття
Європейським першовідкривачем островів є голландський мандрівник Луїс Ваес де Торрес, який відкрив у 1606 році біля острова Басілакі та Ванатінаі, що входять до складу архіпелагу, хоча можна припустити, що задовго до нього на архіпелазі бували малайські та китайські мореплавці. У 1768 року поблизу острова були знову відкриті вже французьким мандрівником Луї Антуаном де Бугенвілем, який назвав їх на честь французького короля Людовика XV (він же першим відкрив острів Россель). У 1793 році повз островів Луїзіади проплив інший французький мандрівник — Жозеф Брюно Д'антркасто, який відкрив деякі острови архіпелагу, в тому числі, острів Місіма. У 1849 році повз острови проплив капітан Оуен Стенлі.

## Історія
У 1888 році розпочалася формальна анексія островів Луїзіади Британською імперією, які стали частиною Британської Нової Гвінеї (з 1904 року — Території Папуа під управлінням Австралії).
У 1942 році, після японської окупації в цьому ж році, поблизу островів відбулася Битва у Кораловому морі. Поблизу Дебойнських островів відбувалися Дебойнські рейди (1942).
З 1975 року острови Луїзіади є частиною незалежної держави Папуа Нова Гвінея.